# Mobilidade urbana em Fortaleza

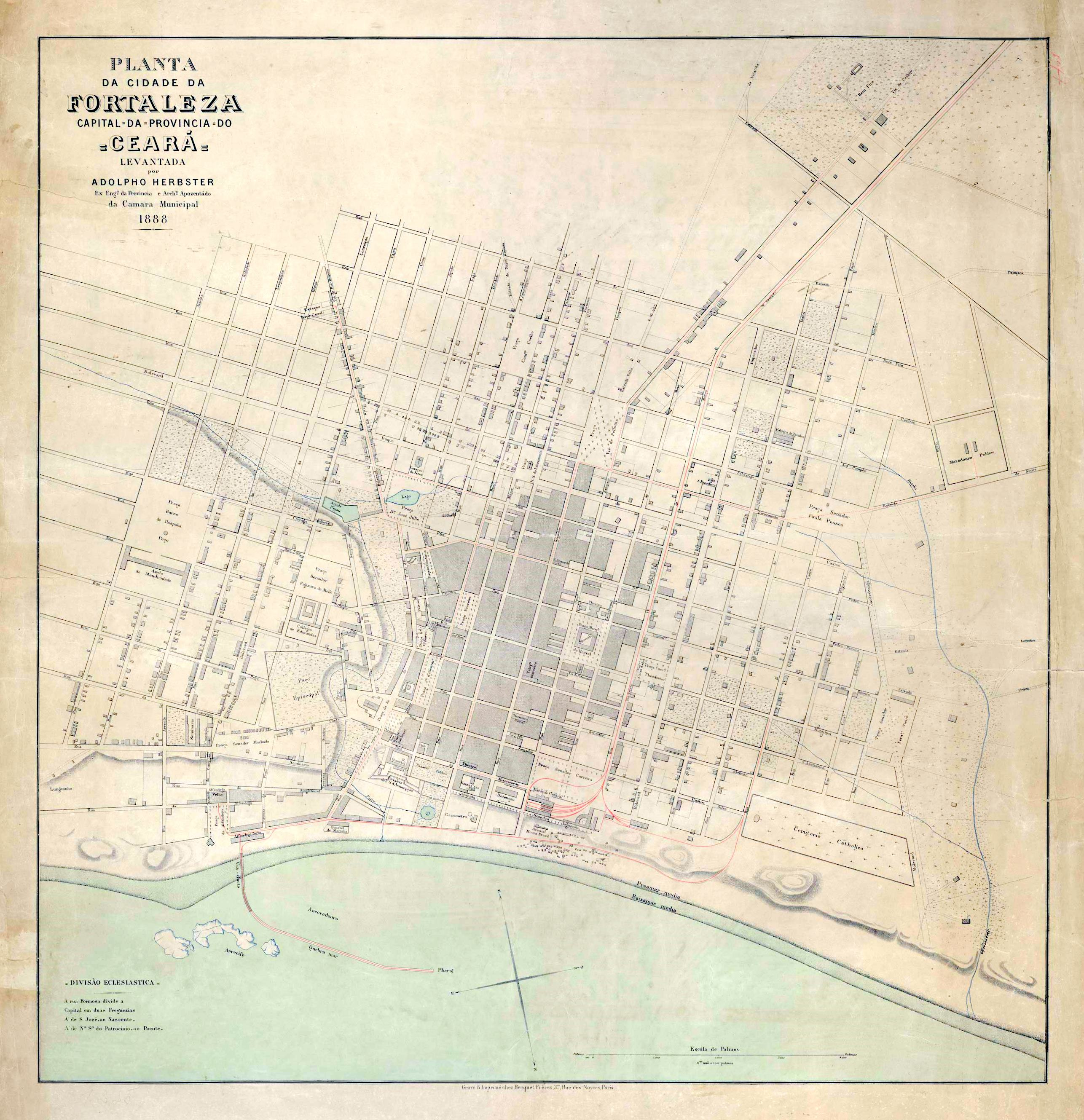
Mapa de Fortaleza feito por Adolfo Herbster em 1888 com o traçado das linhas de bonde e trem.

A Mobilidade urbana no município de Fortaleza é planejado pela Secretaria Municipal de Planejamento do Orçamento que dá as diretrizes no plano diretor e por planos específicos. A AMC é a autarquia responsável pela fiscalização do Código de Trânsito Brasileiro em Fortaleza. Existe ainda a ETUFOR que é uma empresa municipal responsável pelo controle, regulação e fiscalização dos sistemas de transportes coletivos da cidade tais como ônibus, táxi, moto-táxi e outros diversos sistemas de transportes coletivos. A ETUFOR gerencia ainda os de terminais de ônibus urbano. O Metrofor é a empresa do Governo do Estado do Ceará que controla o sistema do metrô de Fortaleza e Região Metropolitana, São atualmente 3 linhas: Linha Sul, Linha Oeste, Linha Nordeste e mais uma em construção, a Linha Leste. São 11.339 ruas e avenidas, sete terminais integrados de ônibus urbano, duas rodoviárias, um porto e um aeroporto.

## Transporte Público

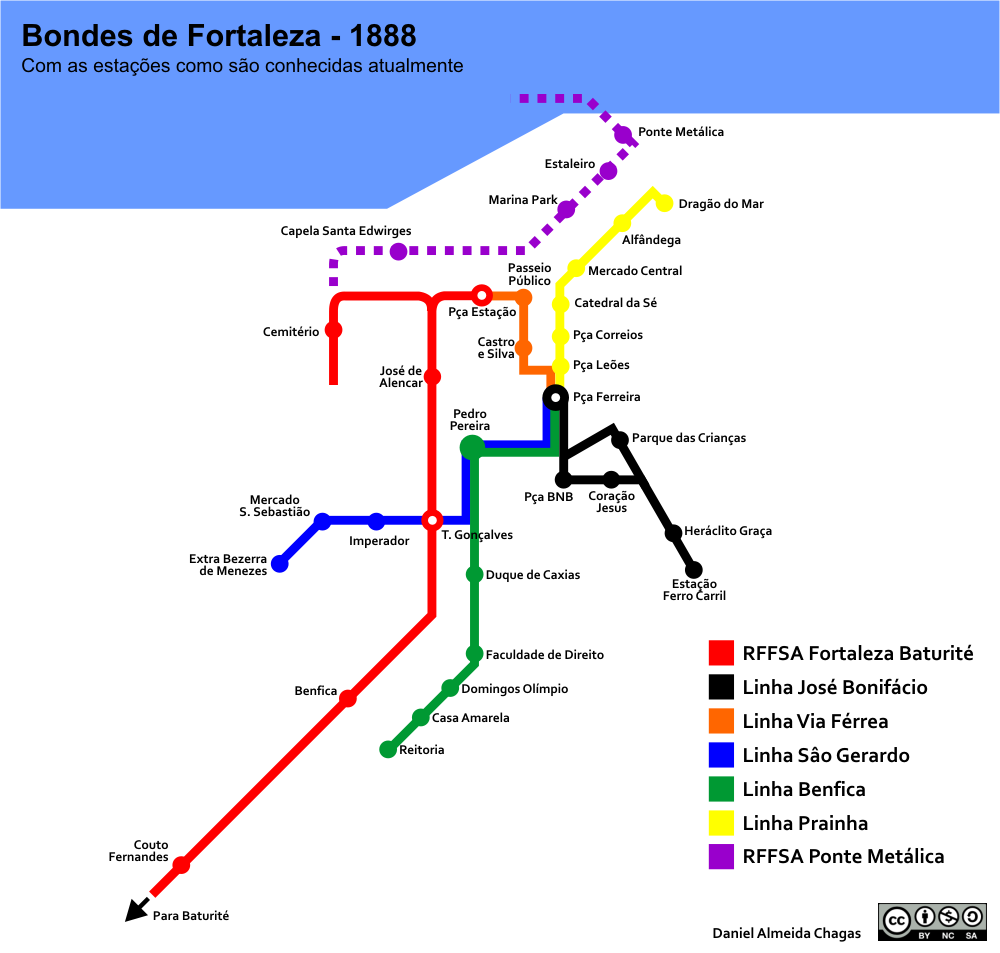
Infográfico das linhas de bonde puxados por animais na cidade de Fortaleza, no ano de 1888. As linhas não são as mesmas da época, e foram postas para auxiliar a referenciar os pontos.

### Bonde
O sistema de transporte coletivo de Fortaleza tem seu início em 1875 com o contrato para assentamento dos trilhos do bonde de tração animal que começou a funcionar em 1880 com 4210 metros de linha que foi gerida pela Companhia Ferro-Carril do Ceará. Em 1911 é iniciada as obras da firma The Ceará Tramway Light & Co. Ltd. que adquiriu a antiga companhia. Em 1913 foi inaugurada o bonde elétrico de Fortaleza que foi expandido para vários bairros alcançando 20 km de linhas operando com 53 bondes até 1947 quando foi desativado como forma de priorizar a produção da energia elétrica para o uso particular.
Também existiram sistemas de bondes na Parangaba e Messejana. O trem que ligava o centro de Fortaleza com Messejana era gerido pela Rede de Viação Cearense e foi desativado em 1931 quando foi inaugurada uma estrada que atualmente é a BR 116. A Parangaba tinha bondes desde 1894 quando foi fundada a "Companhia Ferro Carril de Arronches". A linha da Parangaba fechou em 1918 e não chegou a ser eletrificada funcionando somente com tração animal.

### Ônibus
Os primeiros ônibus a circular em Fortaleza eram veículos mistos com cabine de motorista separada da cabine de passageiros e parte posterior com caçamba para transporte de cargas. Começaram a circular na década de 1920. Os primeiros ônibus de grande porte começaram a circular em 1941 e eram veículos da marca GMC com capacidade para 40 passageiros. Em 1966 chegaram em na cidade 3 ônibus elétricos que faziam a linha entre a Parangaba e o Centro de Fortaleza tendo funcionado apenas por três anos por conta de dívidas da prefeitura e são vendidos para prefeitura do estado de São Paulo em 1969. A primeira preocupação foi com a renovação e vistoria sistemática da frota de ônibus e com a implantação do controle gerencial e operacional, bem como com os serviços rotineiros de manutenção de itinerários e dimensionamento das linhas de ônibus existentes. Procurou-se iniciar o processo de racionalização do sistema, através da criação de linhas inter-bairros, atendendo a propostas de planos existentes e a solicitações da comunidade. 
Conseguiu-se, no programa de renovação da frota, reduzir a idade média dos veículos de 7,2 anos  para 4,2 anos, constituindo-se na maior renovação de frota já ocorrida em Fortaleza. Isto contribuiu para o aumento da confiabilidade do Sistema pelo usuário, diminuindo o número de quebras de veículos e, conseqüentemente, a perda de viagens. Melhorou, portanto, a operação do serviço.
Para complementar o sistema de controle operacional foram implantadas, em pontos estratégicos dos principais corredores de transporte público, um conjunto de cabines de controle, nas quais funcionários da CTC-GS verificavam e controlavam a passagem dos ônibus dentro dos horários especificados, possibilitando a verificação dos dados informados pelas Empresas Operadoras, através dos BCD´s (Boletim de Controle Diário) e BRL´s (Boletim de Resumo de Linha). Aproveitava-se também o trabalho desses funcionários para a realização de pesquisas de ocupação dos veículos, assim como para o controle do estado de limpeza externa dos veículos. Estas cabines foram localizadas de maneira a cobrir 100% do sistema, funcionando 24 horas por dia.
Paralelamente aos trabalhos de implantação do controle e de gerência do Sistema, desenvolveu-se o projeto do Sistema Integrado de Transportes (SIT-FOR), que teve quatro fases de implantação. A primeira foi realizada em 1992, com a inauguração do Terminal Antônio Bezerra e do Terminal Messejana.
Com a ampliação das atividades de gerenciamento e operação, a estrutura da CTC-GS ficou defasada. Por esse motivo, foi criada em 23 de dezembro de 1993, a Empresa de Trânsito e Transporte Urbano S/A ETTUSA, empresa de economia mista com capital majoritário da Prefeitura Municipal e tendo outros acionistas como sócios. A ETTUSA era vinculada à Secretaria de Transportes do Município (STM), sendo seu Secretário obrigatoriamente o Presidente da Empresa, possuindo um corpo técnico, administrativo e operacional de 406 funcionários. Com a extinção da STM, a ETTUSA absorveu todas as atribuições referentes ao planejamento, gerenciamento e fiscalização do Sistema de Transporte Público de Passageiros (STPP) do Município de Fortaleza.
Assim permaneceu até julho de 2006, quando foi criada a ETUFOR – Empresa de Transporte Urbano de Fortaleza S/A, em substituição à Ettusa. As ações que pertenciam a outros sócios foram resgatadas pela Prefeitura de Fortaleza e, desde então, a gestão de transportes do município é totalmente pública. 
As principais funções da ETUFOR consistem na prestação de serviços a entidades públicas ou privadas na área de transporte público, entre elas: assessoria de planejamento; elaboração e desenvolvimento de projetos; implantação e gerenciamento de sistemas; treinamento de profissionais; pesquisa e acompanhamento de dados; criação, manutenção e atualização de banco de dados; desenvolvimento e acompanhamento do controle da operação; acompanhamento, gerenciamento e implantação de obras e equipamentos de infra-estrutura; administração e coordenação de instalações e equipamentos do sistema e assessoria e elaboração de planilha de custos. Em 2014 começou a ser construído o primeiro BRT da cidade, ligando o terminal de integração Antonio Bezerra ao centro da cidade.
Relação de Linhas de Ônibus em Fortaleza
| Cód  | Nome das Linhas                                                   |
| 004  | Messejana/Cambeba/Papicu/TJ                                       |
| 011  | Circular 1/Centro                                                 |
| 012  | Circular 2/Centro                                                 |
| 014  | Aguanambi/Rodoviária II/Centro                                    |
| 015  | Cj Ceará/Antônio Bezerra I                                        |
| 016  | Cuca Barra/Papicu                                                 |
| 017  | Inter Shoppings/Siqueira                                          |
| 020  | Campus do Pici                                                    |
| 021  | Luciano Cavalcante/Papicu                                         |
| 022  | Jardim das Oliveiras/Centro                                       |
| 024  | Antônio Bezerra/Lagoa/Unifor                                      |
| 025  | Opaia/Lagoa                                                       |
| 026  | Antônio Bezerra/BRT/Messejana                                     |
| 027  | Siqueira/Aeroporto/Papicu                                         |
| 028  | Antônio Bezerra/BRT/Papicu                                        |
| 029  | Parangaba/Náutico                                                 |
| 030  | Siqueira/13 de Maio/Papicu                                        |
| 031  | Av. Borges de Melo I/Papicu                                       |
| 032  | Av. Borges de Melo II/Papicu                                      |
| 034  | Corujão/Av. Paranjana I                                           |
| 035  | Corujão/Av. Paranjana II                                          |
| 036  | Corujão/Cj Ceará/Montese/Papicu                                   |
| 038  | Parangaba/Papicu                                                  |
| 040  | Parangaba/Lagoa                                                   |
| 041  | Parangaba/Oliveira Paiva/Papicu                                   |
| 042  | Antônio Bezerra/Francisco Sá/Papicu                               |
| 043  | Cj Ceará/Fernandes Távora/Lagoa                                   |
| 044  | Parangaba/Montese/Papicu                                          |
| 045  | Cj Ceará/Montese/Papicu                                           |
| 048  | Corujão/Parangaba/Papicu                                          |
| 049  | Siqueira/Oliveira Paiva/Washington Soares                         |
| 050  | Siqueira/Washington Soares/Papicu                                 |
| 051  | Grande Circular I                                                 |
| 052  | Grande Circular II                                                |
| 053  | Messejana/Washington Soares/Papicu                                |
| 055  | Corujão/Grande Circular I                                         |
| 056  | Corujão/Grande Circular II                                        |
| 057  | Corujão/Antônio Bezerra/Jardim Iracema/Centro                     |
| 058  | Corujão/Jardim Guanabara/N Assunção II                            |
| 060  | Parquelândia/Parangaba                                            |
| 063  | Corujão/Bom Jardim/Siqueira/Parangaba                             |
| 065  | Siqueira/13 de Maio/Assembleia                                    |
| 066  | Parangaba/Aeroporto/Papicu                                        |
| 067  | Lagoa/Albert Sabin                                                |
| 068  | Messejana/Cambeba/Papicu/LJ                                       |
| 069  | Lagoa/Via Expressa/Papicu                                         |
| 070  | Cuca Barra/Parangaba                                              |
| 071  | Antônio Bezerra/BRT/Mucuripe                                      |
| 072  | Antônio Bezerra/Parangaba                                         |
| 073  | Siqueira/BRT/Praia de Iracema                                     |
| 074  | Antônio Bezerra/Unifor                                            |
| 075  | Campus do Pici/Unifor                                             |
| 076  | Cj Ceará/Aldeota/Papicu                                           |
| 077  | Parangaba/Mucuripe                                                |
| 078  | Siqueira/Mucuripe/ED (Efêmero Domingo)                            |
| 079  | Antônio Bezerra/BRT/Náutico                                       |
| 080  | Francisco Sá/Parangaba                                            |
| 081  | Cj Ceará/Antônio Bezerra II                                       |
| 082  | Antônio Bezerra/Perimetral/Messejana                              |
| 083  | Cj Ceará/Augusto dos Anjos/Lagoa                                  |
| 084  | Siqueira/Perimetral/Messejana                                     |
| 085  | Lagoa/Aldeota                                                     |
| 086  | Bezerra de Menezes/Santos Dumont                                  |
| 087  | Expresso/Siqueira/Papicu                                          |
| 088  | Antônio Bezerra/Albert Sabin                                      |
| 089  | Expresso/Parangaba/Papicu                                         |
| 091  | Expresso/Antônio Bezerra/Parangaba                                |
| 092  | Antônio Bezerra/Praia de Iracema/Papicu                           |
| 095  | Corujão/José Walter/Parangaba                                     |
| 096  | Expresso/Cj Ceará/Papicu                                          |
| 097  | Antônio Bezerra/Siqueira                                          |
| 099  | Siqueira/Barão de Studart/Mucuripe                                |
| 101  | Beira Rio/Centro                                                  |
| 102  | Vila Santo Antônio/Nossa Senhora Graças/Centro                    |
| 106  | Floresta/Centro                                                   |
| 108  | Santa Maria/Bairro Ellery/Centro                                  |
| 110  | Vila do Mar/Centro                                                |
| 111  | Jardim Iracema/Centro                                             |
| 112  | Álvaro Weyne/Centro                                               |
| 114  | Cj Nova Assunção/Francisco Sá/Centro                              |
| 115  | Jardim Guanabara/Centro                                           |
| 120  | Náutico/Vila do Mar/Antônio Bezerra                               |
| 122  | Antônio Bezerra/Álvaro Weyne                                      |
| 130  | Náutico/Vila do Mar/Antônio Bezerra/SFS (Sazonal Final de Semana) |
| 132  | Av. Leste Oeste/Centro                                            |
| 140  | Vila do Mar/Centro/ES                                             |
| 172  | Antônio Bezerra/Lagoa/Parangaba                                   |
| 200  | Antônio Bezerra/BRT/Centro                                        |
| 205  | Dom Lustosa/Antônio Bezerra                                       |
| 206  | Padre Andrade/Antônio Bezerra                                     |
| 210  | Quintino Cunha/Antônio Bezerra                                    |
| 211  | Vila Velha/Antônio Bezerra                                        |
| 212  | Jardim Guanabara/Cj Nova Assunção I                               |
| 213  | Jardim Guanabara/Cj Nova Assunção II                              |
| 214  | Estação/Pio Saraiva I/Antônio Bezerra                             |
| 215  | Autran Nunes/Antônio Bezerra                                      |
| 216  | Antônio Bezerra                                                   |
| 217  | Estação/Pio Saraiva II/Antônio Bezerra                            |
| 220  | Antônio Bezerra/Sargento Hermínio/Centro                          |
| 222  | Antônio Bezerra/BRT/Av. Antônio Sales/Papicu                      |
| 225  | João Arruda/Antônio Bezerra                                       |
| 243  | Parque Universitários/Antônio Bezerra                             |
| 244  | Antônio Bezerra/Montese/Parangaba                                 |
| 300  | Expresso/Siqueira/Centro                                          |
| 301  | Cj Industrial/Parangaba                                           |
| 302  | Rodolfo Teófilo/José Bastos/Centro                                |
| 303  | Igreja São Raimundo/Centro                                        |
| 304  | Bela Vista/Lagoa                                                  |
| 305  | Bela Vista/Centro                                                 |
| 306  | Passaré/Via Cj Sumaré/Parangaba                                   |
| 307  | Parangaba/Itaóca/Jardim América/Centro                            |
| 308  | Lagoa/Demócrito Rocha/Centro                                      |
| 309  | Cj Sumaré/Parangaba                                               |
| 310  | Campus Universitários/Panamericano/Centro                         |
| 311  | Castelão/Parangaba                                                |
| 312  | Dias Macedo/Parangaba                                             |
| 313  | Parangaba/Alto da Paz                                             |
| 314  | Henrique Jorge/Centro                                             |
| 315  | Messejana/Parangaba                                               |
| 316  | Genibaú/Centro                                                    |
| 317  | Cidade Nova/Parangaba                                             |
| 318  | Av. Lineu Machado/Lagoa/SP1                                       |
| 319  | Parque São José/Osório de Paiva/Parangaba                         |
| 321  | Jardim União/Parangaba                                            |
| 322  | Cj Ceará/Granja Portugal/Lagoa                                    |
| 323  | João XXIII/Lagoa                                                  |
| 325  | Aracapé/Siqueira                                                  |
| 326  | Miguel Arraes/CJ Tatumundé/Siqueira                               |
| 327  | Cj Ceará/4ª Etapa                                                 |
| 328  | Messejana/Castelão/Parangaba                                      |
| 329  | Parque Santa Rosa/Siqueira                                        |
| 330  | Cj Esperança/Siqueira                                             |
| 331  | Cj Esperança/Centro                                               |
| 332  | Siqueira/Lagoa                                                    |
| 333  | Bom Jardim/Centro                                                 |
| 334  | Monte Rey/Siqueira                                                |
| 335  | Bom Jardim I/Siqueira                                             |
| 336  | Parque Santa Cecília I/Siqueira                                   |
| 337  | Jardim Jatobá I/Siqueira                                          |
| 338  | Canindezinho/Siqueira                                             |
| 339  | Cj Veneza Tropical/Mirasol I/Parangaba                            |
| 340  | Cj Itaperi/Parangaba                                              |
| 342  | Parque São Vicente/Siqueira                                       |
| 344  | Vila Betânia/Parangaba                                            |
| 345  | Cj Ceará/Siqueira                                                 |
| 346  | Jardim Fluminense/Siqueira                                        |
| 347  | José Walter/Av. L/Parangaba                                       |
| 348  | Av. Lineu Machado/Lagoa/SP2                                       |
| 349  | Cj Veneza Tropical/Mirasol II/Parangaba                           |
| 350  | Lagoa/José Bastos/Centro                                          |
| 351  | Bonsucesso/Jóquei/Lagoa                                           |
| 352  | Solar das Águas/Green Park/Parangaba                              |
| 353  | Parangaba/Parque Veras                                            |
| 355  | Siqueira/José Bastos/Centro                                       |
| 356  | Genibaú/Lagoa                                                     |
| 357  | Cj Ceará/Granja Lisboa                                            |
| 358  | Lagoa/Feira Parangaba/ED (Efêmero Domingo)                        |
| 359  | Serrinha/Parangaba                                                |
| 360  | Siqueira/João Pessoa/Centro                                       |
| 361  | Siqueira/Osório de Paiva/Parangaba                                |
| 362  | Siqueira/Vila Manoel Sátiro/Parangaba                             |
| 366  | Bom Jardim II/Siqueira                                            |
| 367  | Cj Ceará/Bom Jardim/SP1                                           |
| 368  | Cj Ceará/Bom Jardim/SP2                                           |
| 369  | Parque Presidente Vargas/Parangaba                                |
| 370  | Parque Santa Maria/Nova Esperança/Siqueira                        |
| 371  | Parangaba/José Bastos/Centro                                      |
| 372  | Aracapé I/Parangaba                                               |
| 373  | José Walter/Parangaba/SFS                                         |
| 374  | Aracapé/Centro                                                    |
| 375  | Aracapé II/Parangaba                                              |
| 376  | Parque Santa Cecília II/Siqueira                                  |
| 377  | José Walter/Av. J/Parangaba                                       |
| 378  | Urucutuba/Siqueira                                                |
| 379  | Cj Esperança/Parangaba                                            |
| 380  | Aracapé/Cj Esperança/Siqueira                                     |
| 381  | Parque Santa Maria/Siqueira                                       |
| 382  | Parque Jerusalém/Siqueira                                         |
| 383  | Parque São João/Siqueira                                          |
| 384  | Parque Santana/Siqueira                                           |
| 385  | Cj Ceará/Centro                                                   |
| 386  | Planalto Granja Lisboa/Siqueira                                   |
| 387  | Jardim Jatobá/Centro                                              |
| 388  | Cj Tatumundé/Siqueira                                             |
| 389  | Antônio Bezerra/Jovita Feitosa/Centro                             |
| 390  | Parangaba/João Pessoa/Centro                                      |
| 391  | Passaré/Parangaba                                                 |
| 392  | Nova Esperança/Siqueira                                           |
| 393  | Miguel Arraes/Siqueira                                            |
| 394  | Parque Universitários/Lagoa                                       |
| 395  | Sítio Córrego/Parangaba                                           |
| 396  | Parangaba/Jóquei                                                  |
| 397  | Jardim Jatobá II/Siqueira                                         |
| 398  | Siqueira/Jóquei                                                   |
| 399  | Cidade Jardim I/Parangaba                                         |
| 400  | Osório de Paiva/Siqueira                                          |
| 401  | Parangaba/Montese/Centro                                          |
| 403  | Parangaba/Expedicionários/Centro                                  |
| 404  | Aeroporto/Rodoviária/Benfica/Centro                               |
| 405  | Parque Dois Irmãos/Expedicionários/Centro                         |
| 406  | Planalto Ayrton Senna/Expedicionários/Centro                      |
| 407  | José Walter/Expedicionários/Centro                                |
| 411  | Lagoa/Montese/Centro                                              |
| 421  | Lagoa/Parangaba/Montese/Centro                                    |
| 456  | Planalto Ayrton Senna/Parangaba                                   |
| 466  | Arvoredo/Parangaba                                                |
| 501  | Bairro de Fátima/Rodoviária/Centro                                |
| 502  | Vila União/Centro                                                 |
| 513  | Parangaba/UECE/Luciano Carneiro                                   |
| 600  | Expresso/Messejana/Frei Cirilo/BRT/Centro                         |
| 601  | Aerolândia/Centro                                                 |
| 602  | Parque Pio XII/Ana Gonçalves/Centro                               |
| 603  | Jardim União/Centro                                               |
| 604  | Dias Macedo/Centro                                                |
| 605  | José Walter/Br 116/Av. I/Centro                                   |
| 606  | José Walter/Br 116/Av. N/Centro                                   |
| 609  | Sítio São José/Cidade Func/BRT/Centro                             |
| 610  | Cidade Func/Cj Alvorada/Centro                                    |
| 611  | Cidade Func/Cofeco/Lago Jacarey/Centro                            |
| 612  | Cj Tancredo Neves/Centro                                          |
| 613  | Barroso/Jardim Viôleta/Centro                                     |
| 614  | Curió/Terminal Washington Soares/Messejana                        |
| 616  | Lagoa Redonda/Direita/Messejana                                   |
| 617  | Abreulândia/Lagoa Redonda/Direita/Messejana                       |
| 618  | Parque Santa Rosa/Messejana                                       |
| 619  | Paupina/Messejana                                                 |
| 620  | Corujão/Messejana/Barroso/Pedras                                  |
| 621  | Pedras I/Messejana                                                |
| 622  | Pedras II/Messejana                                               |
| 625  | Parque Manibura/Centro                                            |
| 626  | Lagoa Redonda/Esquerda/Messejana                                  |
| 627  | Lagoa Redonda/Papicu                                              |
| 628  | Sítio São João/Parque Santa Maria/Messejana                       |
| 629  | Cj Palmeiras/Castelo de Castro/Messejana                          |
| 630  | IItamaraty/Elizabeth II/Messejana                                 |
| 631  | Carlos Albuquerque/Messejana                                      |
| 632  | Alto Alegre/Escritores/Messejana                                  |
| 633  | Passaré/Centro                                                    |
| 634  | Abreulândia/Lagoa Redonda/Esquerda/Messejana                      |
| 635  | Cj Tamandaré/Messejana                                            |
| 636  | Cj Palmeiras/Parque Santa Maria/Messejana                         |
| 637  | Cj Maria Tomásia/Santa Filomena/Messejana                         |
| 638  | Pedras/Br 116/Centro                                              |
| 639  | Planalto Coaçu/Messejana                                          |
| 640  | Cj Alvorada/Messejana                                             |
| 641  | Guajerú I/Messejana                                               |
| 642  | Guajerú II/Messejana                                              |
| 643  | Barroso Circular/Messejana                                        |
| 644  | Abreulândia/Litorânea/Lagoa Redonda/Messejana                     |
| 645  | Cj João Paulo II/Messejana                                        |
| 646  | Cj São Cristóvão/Messejana                                        |
| 647  | Luiz Gonzaga/Messejana                                            |
| 648  | Cidade Nobre/Messejana                                            |
| 649  | Sítio São José/CMR/Cidade Func/BRT/Centro                         |
| 650  | Expresso/Messejana/Br 116/BRT/Centro                              |
| 652  | Cj dos Escritores/Messejana                                       |
| 653  | Santa Fé/Messejana                                                |
| 655  | Passaré/Messejana                                                 |
| 656  | Messejana/Sabiaguaba/Direita                                      |
| 657  | Messejana/Sabiaguaba/Esquerda                                     |
| 660  | Cj Palmeiras/BRT/Centro                                           |
| 662  | Alto Alegre/José Aragão/Messejana                                 |
| 663  | Gereberaba/Messejana                                              |
| 665  | Corujão/Messejana/Centro                                          |
| 666  | Jardim Castelão/Centro                                            |
| 667  | Cj Maria Tomásia/Luiz Gonzaga/Messejana                           |
| 668  | Parque Betânia/Messejana                                          |
| 670  | Sítio São João/Centro                                             |
| 679  | José Walter/Cidade Jardim I                                       |
| 680  | José Walter/Cidade Jardim/Papicu                                  |
| 681  | Alameda das Palmeiras/Bairro Novo/Messejana                       |
| 682  | Bairro Novo/Alameda das Palmeiras/Messejana                       |
| 685  | Messejana/Rodoviária                                              |
| 686  | Cj São Bernardo/Messejana                                         |
| 697  | Sítio Curió/Messejana                                             |
| 699  | Cidade Jardim/Messejana                                           |
| 701  | Parque Americano/Centro                                           |
| 702  | Antônio Sales/Dionísio Torres/Centro                              |
| 703  | Paupina/Pici                                                      |
| 706  | North Shopping/Leste-Oeste/Antônio Bezerra                        |
| 709  | Cj Ceará/Centro                                                   |
| 710  | Bom Jardim/Bonsucesso/Centro                                      |
| 711  | Barra do Ceará/Cais do Porto                                      |
| 712  | Cj Palmeiras/Papicu                                               |
| 713  | Riomar Papicu/João XIII                                           |
| 725  | Santa Fé/Santa Maria/Centro Fashion                               |
| 728  | Cidade Jardim/José Walter/Centro                                  |
| 752  | Caça e Pesca/Centro                                               |
| 753  | Cidade 2000/Sargento Hermínio                                     |
| 754  | Granja Lisboa/Goiabeiras                                          |
| 755  | Curió/Riomar Kennedy                                              |
| 757  | Vila Velha/Centro                                                 |
| 804  | Vicente Pinzon/Papicu                                             |
| 806  | Edson Queiróz/Papicu/DYQ                                          |
| 810  | Praia do Futuro/Papicu                                            |
| 813  | Praia do Futuro/Papicu/ED (Efêmero Domingo)                       |
| 814  | Castelo Encantado/Papicu                                          |
| 815  | Messejana/Cj Tancredo Neves/Papicu                                |
| 816  | Edson Queiróz/Centro                                              |
| 820  | Cj Alvorada/Papicu                                                |
| 823  | Bom Jardim/Montese/Aldeota/Papicu                                 |
| 825  | Cidade Func/Jardim das Oliveiras/Papicu                           |
| 831  | Cidade 2000/Hospital Geral/Papicu/ED (Efêmero Domingo)            |
| 832  | Cidade 2000/Papicu                                                |
| 833  | Cidade 2000/Centro                                                |
| 835  | Papicu/Câmara Municipal/Defensoria                                |
| 841  | Riomar/HGF/Papicu                                                 |
| 855  | Bezerra de Menezes/Washington Soares                              |
| 860  | Clube dos Diários/Papicu                                          |
| 901  | Papicu/Dom Luís/Centro                                            |
| 903  | Papicu/Varjota/Centro                                             |
| 905  | Meireles/Centro                                                   |
| 906  | Caça e Pesca/Serviluz/Centro                                      |
| 907  | Castelo Encantado/Centro/SP1                                      |
| 908  | Castelo Encantado/Centro/SP2                                      |
| 913  | Serviluz/Papicu                                                   |
| 920  | Caça e Pesca/Papicu                                               |
| 1074 | Antônio Bezerra/Unifor/TRE                                        |
| 1200 | Leste-Oeste/Santos Dumont/SP1                                     |
| 1201 | Leste-Oeste/Santos Dumont/SP2                                     |
| 1203 | Messejana/Br 116/Aldeota                                          |
| 1204 | Cj Ceará/Alanis Maria                                             |
| 1355 | Siqueira/José Bastos/Centro/ED                                    |
| 1390 | Parangaba/João Pessoa/Centro/ED                                   |
| 1815 | Expresso/Messejana/Br 116/Papicu                                  |

### Sistema Integrado de Transportes (SIT-FOR)

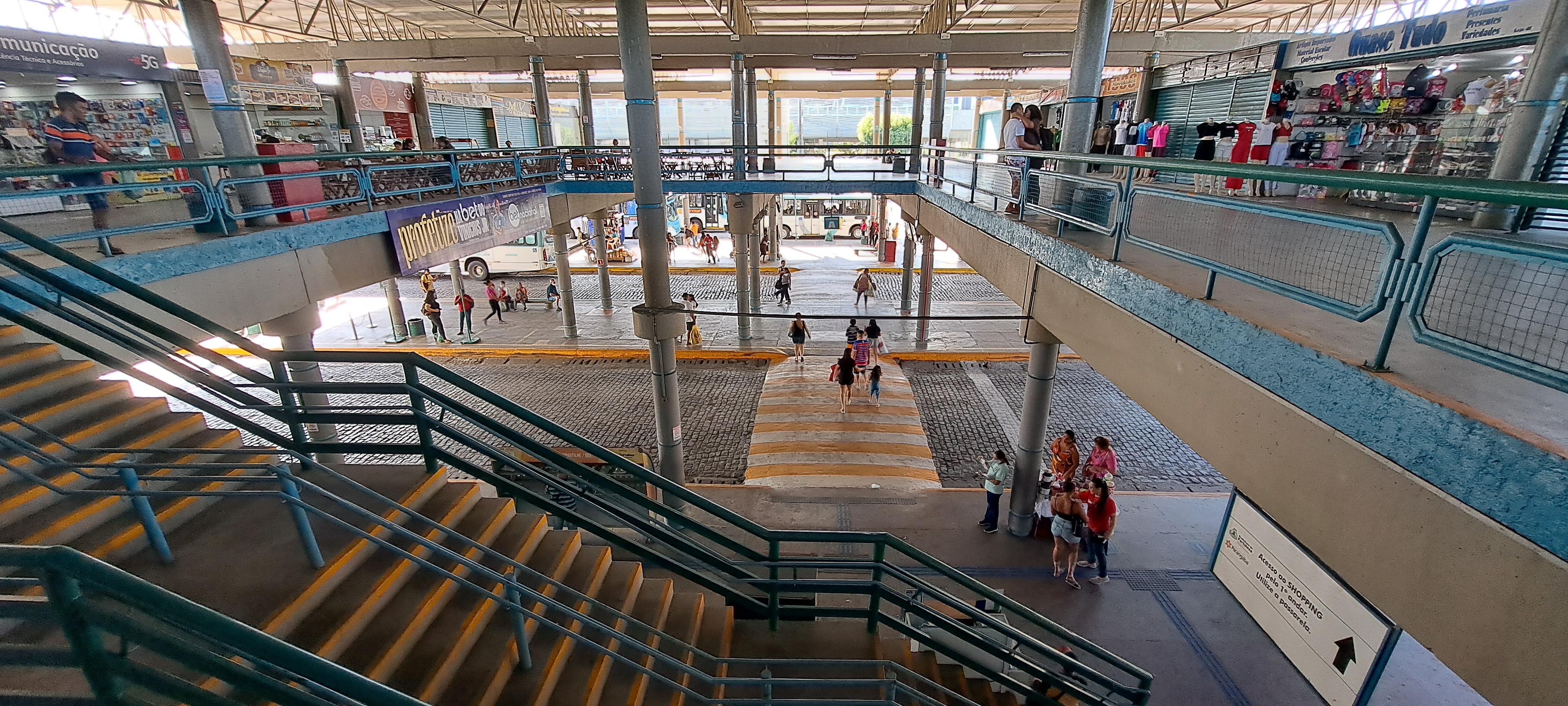
Vista das plataformas de embarque e desembarque de ônibus, localizadas no térreo, do terminal Parangaba, observadas do primeiro andar do terminal, em julho de 2023.

O sistema de transportes coletivo de Fortaleza é regulamentado pela Empresa de Transporte Urbano de Fortaleza S.A (ETUFOR), órgão da prefeitura, que tem Rogério Pinheiro como presidente. O transporte realizado por ônibus foi reformulado na década de 1990 tendo iniciado as operações em 1992 o Sistema Integrado de Transportes (SIT-FOR). O sistema proporciona ao usuário a opção de deslocamento através da integração física e tarifária em terminais de integração. A rede de linhas do SIT-FOR é baseada em dois tipos de linhas: as que fazem a integração bairro-terminal e as que integram o terminal ao centro da cidade ou ainda a outro terminal.
Fortaleza possui sete terminais integrados (Antônio Bezerra, Papicu, Parangaba, Lagoa, Siqueira, Messejana e Conjunto Ceará) e dois terminais abertos (Coração de Jesus e Estação). Cerca de 850 mil passageiros por dia utilizam os terminais fechados, através de 762 linhas de ônibus regulares. São 11 empresas operantes com uma frota de 2.141 
ônibus. Desde 2007, a população de Fortaleza possui o benefício da integração temporal, com a qual, por meio da aquisição de um cartão eletrônico pode fazer transferências entre linhas do sistema de ônibus sem o ônus adicional da cobrança de uma nova passagem. As transferências são, entretanto, limitadas em quantidade e pelas linhas de origem e destino. Os estudantes com carteira estudantil podem optar por usar sua carteira de estudante como bilhete eletrônico e usufruir do benefício.
Foi implementado na cidade o Sistema de Informação ao Usuário, que permite saber em tempo real o tempo de espera pelo ônibus no em certos pontos da cidade. Todos os ônibus possuirão GPS-sender interligados a monitores nos pontos de ônibus com maior demanda dos usuários, sabendo o horário que o ônibus passará.

### Transporte sobre Trilhos (Metrô e VLT)
Em 1987, iniciaram-se as pesquisas de viabilidade técnica para o funcionamento do metrô de Fortaleza. O órgão responsável se chamava AUMEF-Autarquia Municipal de Fortaleza, que realizou a pesquisa com o auxilio de colaboradores e pesquisadores estudantes de Geografia da Universidade Federal e Universidade Estadual do Ceará. Em 25 de setembro de 1987, iniciou a construção do consórcio do Trem Metropolitano de Fortaleza, através da assinatura do Contrato de Constituição do Consórcio, pela RFFSA, CBTU e Governo do Estado do Ceará com interveniência da União, através do Ministério dos Transportes.1

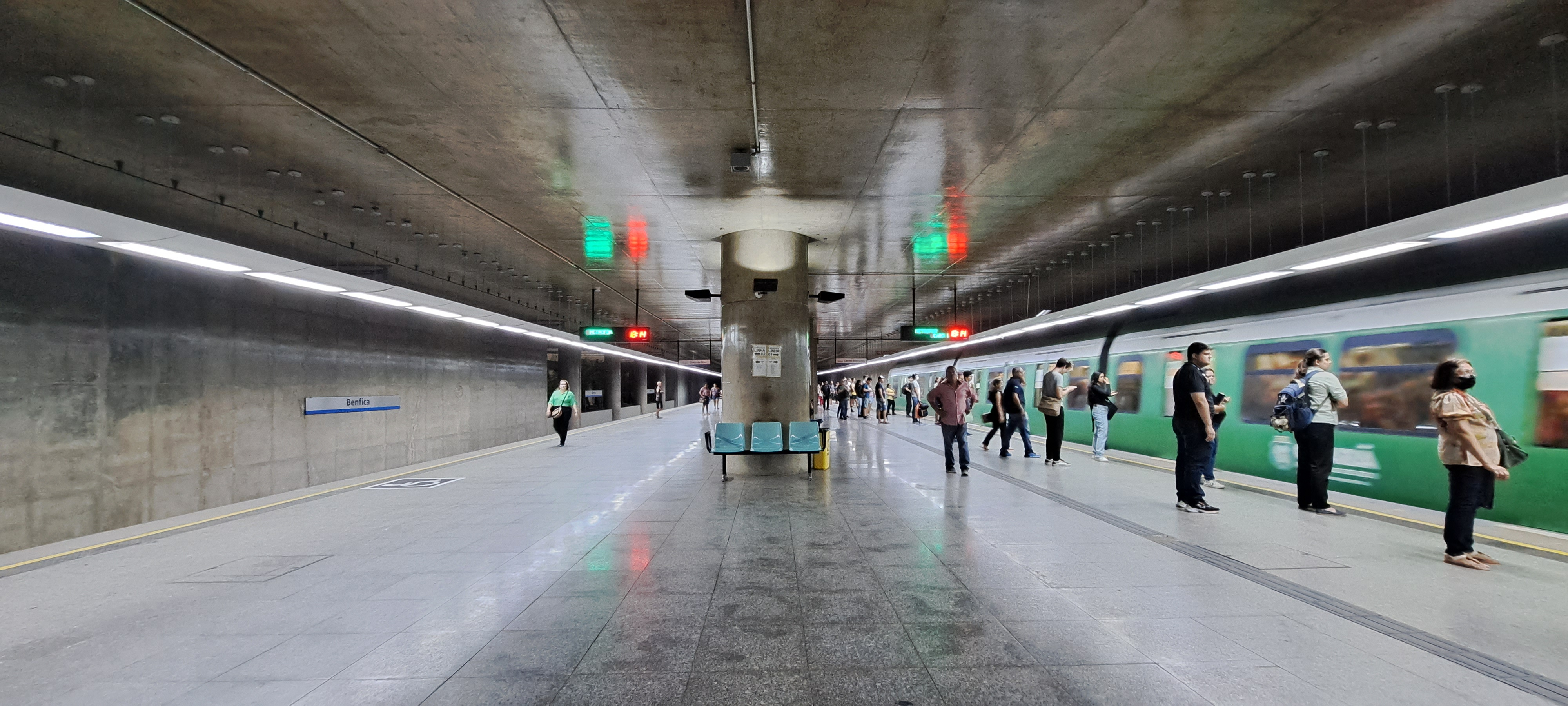
Plataforma de embarque e desembarque da estação Benfica, pertencente a linha sul do metrô de Fortaleza.

Houve três aditivos de tempo, o primeiro fez o prazo do consórcio ser prorrogado por um ano em 1 de abril de 1993; o segundo, assinado em 29 de março de 1994, também foi prorrogado por mais um ano e o terceiro, em 4 de abril de 1995, prorrogou-se por dois anos, com término previsto para 4 de abril de 1997. Em 3 de abril de 1997 foi lavrada a Ata de Encerramento do Consórcio, tendo sido nomeada a Comissão, com prazo de sessenta dias, para apresentação do relatório de liquidação. Porém, o consórcio do Trem Metropolitano de Fortaleza foi extinto em 30 de maio de 1997.1
Com a extinção do consórcio, logo depois foi surgindo ideias para uma companhia de metrôs em Fortaleza. Em 2 de maio de 1997, a companhia, cujo nome é Metrofor, foi criada com o objetivo de assumir e modernizar a operação do transporte dos trens metropolitanos de Fortaleza até então realizada pela CBTU.1 Em 1999 começou a ser construída a primeira fase do projeto das novas linhas de metrô da cidade: a linha Sul. Em 2010 foi feita uma reforma em todas as estações da linha oeste e em treze trens que faziam parte da frota. Em 2012 foi inaugurada a primeira fase do projeto da linha sul, em 2013 as últimas 3 etapas foram entregues, entre as inaugurações estava a da estação Central-Chico da Silva. Em 2014 começou a construção da Linha Leste, com a chegada de 4 tuneladoras para a perfuração de tuneis.

## Sistema cicloviário

### Bicicletar
O Bicicletar é o sistema de bicicletas públicas de Fortaleza, no Brasil. O sistema foi lançado em 15 de dezembro de 2014, por meio de parceria da Prefeitura de Fortaleza com a Unimed, operado pela concessionária Serttel. Inicialmente, o sistema possuía 150 bicicletas disponíveis em 15 estações de aluguel distribuídas nos bairros Aldeota, Varjota, Meireles e Praia de Iracema.
Em março de 2015, o sistema contava com 40 estações e 400 bicicletas disponíveis para aluguel em diversos bairros da cidade. A Unimed foi a patrocinadora da primeira fase do projeto. Nos primeiros três meses de funcionamento, o sistema contabilizou 73 mil viagens. Mais utilizado nos dias úteis, o sistema conta com mais de 120 mil usuários cadastrados, sendo 83% desse total usuário do Bilhete Único.

### Bicicleta Integrada
O Sistema Bicicletas Compartilhadas visa oferecer à cidade de Fortaleza uma opção de transporte sustentável, não poluente, saudável e integrado ao transporte público com utilização de longa duração. O empréstimo da Bicicleta é feito por até 14 horas na intenção de ajudar a população no deslocamento entre grandes distâncias e nos afazeres do dia a dia, retirando a Bicicleta na Estação mais próxima através do aplicativo instalado em seu smartphone ou do Bilhete Único.

## Táxi
O primeiro automóvel chegou a Fortaleza em 1909 e era de propriedade da Empresa Autotransporte Cearense da marca Rambler. Funcionava como carro de aluguel e era um serviço de luxo. O taxímetro só surgiria em Fortaleza em 1961 quando uma legislação federal obrigava cidades com mais de 500 mil habitantes a ter esse tipo de sistema de cobrança.
Atualmente existem 4.072 operadores cadastrados na ETUFOR para servir o sistema de táxi que é regulado pela Lei municipal 4.164, de 3 de maio de 1973.
O Mototáxi é regulamentado em 1997 compondo um sistema de 2.209 motocicletas atualmente cadastrados na ETUFOR.

## Trânsito
O trânsito é acompanhado em tempo real diretamente do Controle de Tráfego em Área de Fortaleza (CTAFOR). A partir das imagens reproduzidas por 110 câmeras distribuídas em pontos movimentados da cidade, é possível observar o comportamento de veículos e pedestres. A ferramenta auxilia no monitoramento das interferências urbanas e possibilita tomada de decisões imediatas para seus respectivos reparos, melhorando a mobilidade em trechos obstruídos e otimizando o atendimento às ocorrências.
Após um acordo entre Prefeitura e Governo do Estado em junho de 2017, a Autarquia Municipal de Trânsito e Cidadania (AMC) passou a compartilhar as imagens com a Coordenadoria Integrada de Operações de Segurança (Ciops) atuando como importante aliada no combate à violência. Toda a estrutura de vigilância, que inclui ainda dados de fiscalização eletrônica, está à disposição da pasta estadual. A Secretaria da Segurança Pública e Defesa Social (SSPDS), por sua vez, também fornece ao órgão de trânsito informações obtidas por meio das suas câmeras de monitoramento. O objetivo da integração é preservar vidas e garantir um ir e vir cada vez mais seguro.
A cidade dispõe de um moderno sistema que permite acompanhar a dinâmica do trânsito nas vias onde existem semáforos centralizados, ou seja, aqueles que são otimizados em tempo real tendo por base as informações obtidas nos laços detectores instalados no asfalto. Intitulado SCOOT (Split Cycle Offset Optimisation Technique), o sistema possibilita a comunicação direta dos equipamentos com a AMC, transmitindo informações com vários indicadores como congestionamento, volume, saturação tempo de viagem e velocidade média dos veículos. Recentemente, a tecnologia responsável pela comunicação dos semáforos centralizados passou de via telefônica privada pela de fibra óptica. Essa substituição tem permitido maior estabilidade no sincronismo dos equipamentos, atualização remota de planos semafóricos e intervenção rápida em casos de eventos inesperados.
Dentre os 1.003 semáforos que compõem a rede semafórica da cidade, 57% dos equipamentos são centralizados. Atualmente, 436 destes também possuem nobreak, uma espécie de gerador que garante o funcionamento do equipamento em até três horas após a queda de energia. Outro avanço importante é que 735 semáforos dispõem de LED, proporcionando economia de energia em até 80℅, diminuição no número de lâmpadas queimadas e aumento da segurança viária com a melhoria da visibilidade para os corredores que tem incidência da luz solar.